# Sari Essayah
Sari Miriam Essayah, finska atletinja in političarka, * 21. februar 1967, Haukivuori, Finska.
Nastopila je na poletnih olimpijskih igrah v letih 1992 in 1996, leta 1992 je osvojila četrto mesto v hitri hoji na 10 km. Na svetovnih prvenstvih je osvojila naslov prvakinje leta 1993 in bronasto medaljo leta 1991 na 10 km, na evropskih prvenstvih pa naslov prvakinje leta 1994.
Kot članica finske krščansko demokratske stranke je bila med letoma 2009 in 2014 članica evropskega parlamenta, od leta 2015 pa je članica finskega parlamenta.